# 志津川テレビ中継局
志津川テレビ中継局（しづがわテレビちゅうけいきょく）は、宮城県本吉郡南三陸町の旧志津川町地域に置かれているテレビ放送とFMラジオの中継局。アナログUHF中継局としては、宮城県内で最初に設置された。また、本項では、県域FMラジオ局と同じ場所に設置されていた臨時災害放送局である｢みなみさんりくさいがいエフエム｣の送信所についても併せて記述する。

## 中継局概要

### デジタルテレビ放送
| リモコン 番号 | 放送局名           | チャンネル 番号 | 空中線 電力 | ERP   | 偏波面   | 放送対象地域 | 放送区域 内世帯数 | 運用開始日    |
| ------------- | ------------------ | --------------- | ----------- | ----- | -------- | ------------ | ----------------- | ------------- |
| 1             | TBC 東北放送       | 18              | 3W          | 15.5W | 水平偏波 | 宮城県       | 約3,600世帯       | 2008年 9月1日 |
| 2             | NHK 仙台教育       | 26              | 3W          | 20W   | 水平偏波 | 全国         | 約3,600世帯       | 2008年 9月1日 |
| 3             | NHK 仙台総合       | 22              | 3W          | 20W   | 水平偏波 | 宮城県       | 約3,600世帯       | 2008年 9月1日 |
| 4             | MMT 宮城テレビ放送 | 14              | 3W          | 15.5W | 水平偏波 | 宮城県       | 約3,600世帯       | 2008年 9月1日 |
| 5             | KHB 東日本放送     | 16              | 3W          | 15.5W | 水平偏波 | 宮城県       | 約3,600世帯       | 2008年 9月1日 |
| 8             | OX 仙台放送        | 20              | 3W          | 15.5W | 水平偏波 | 宮城県       | 約3,600世帯       | 2008年 9月1日 |

- 所在地： 南三陸町戸倉字波伝谷（十二曲峰山）[2]
- 放送区域： 本吉郡南三陸町の一部[2]（旧志津川町域）
- 2008年6月26日に予備免許が交付され[3][2]、8月10日ごろに試験電波を発射。8月28日に本免許が交付され[4][1]、9月1日に本放送が開始された[1]。
- 2011年3月11日に発生した東北地方太平洋沖地震に伴う停電に伴い、3月15日13時30分、電源が復旧するまでNHK総合のみ、南三陸町歌津字樋の口の田束山に臨時災害用予備送信所の設置が許可された[5]。

### アナログテレビ放送
- 2012年3月31日運用終了・廃局。2011年7月24日をもってすべて廃止される予定だったが、東日本大震災の影響により延期された。

| チャンネル 番号 | 放送局名           | 空中線 電力       | ERP               | 偏波面   | 放送対象地域 | 放送区域 内世帯数 | 運用開始日                       |
| --------------- | ------------------ | ----------------- | ----------------- | -------- | ------------ | ----------------- | -------------------------------- |
| 49              | NHK 仙台教育       | 映像30W/ 音声7.5W | 映像200W/ 音声50W | 水平偏波 | 全国         | 2,807世帯         | 1968年 10月19日                  |
| 51              | NHK 仙台総合       | 映像30W/ 音声7.5W | 映像200W/ 音声50W | 水平偏波 | 宮城県       | 2,807世帯         | 1968年 10月19日                  |
| 55              | TBC 東北放送       | 映像30W/ 音声7.5W | 映像200W/ 音声50W | 水平偏波 | 宮城県       | 2,807世帯         | 1968年 10月17日                  |
| 57              | OX 仙台放送        | 映像30W/ 音声7.5W | 映像210W/ 音声52W | 水平偏波 | 宮城県       | 2,807世帯         | 1968年 10月17日                  |
| 59              | MMT 宮城テレビ放送 | 映像30W/ 音声7.5W | 映像195W/ 音声49W | 水平偏波 | 宮城県       | 2,807世帯         | 1971年 10月1日                   |
| 61              | KHB 東日本放送     | 映像30W/ 音声7.5W | 映像200W/ 音声50W | 水平偏波 | 宮城県       | 2,807世帯         | 1975年 10月1日(本放送開始と同時) |

- 所在地： デジタルテレビ放送に同じ

### FMラジオ放送
| 周波数 （MHz） | 放送局名                    | 空中線 電力 | ERP   | 偏波面 | 放送対象地域 | 放送区域 内世帯数 | 運用開始日 |
| -------------- | --------------------------- | ----------- | ----- | ------ | ------------ | ----------------- | ---------- |
| 84.1           | FMSエフエム仙台 （Date fm） | 10W         | 16.5W | 宮城県 | 約-世帯      | -                 |            |
| 85.2           | NHK 仙台FM                  | 10W         | 16W   | 宮城県 | 約-世帯      | -                 |            |

- 所在地： デジタルテレビ放送に同じ

### 臨時災害放送局
- 2013年3月31日運用終了・廃止。

| 放送局名                       | コールサイン | 周波数  | 空中線電力 | ERP   | 放送対象地域 | 放送区域内世帯数 |
| みなみさんりくさいがいエフエム | JOYZ2AI-FM   | 80.7MHz | 10W        | 29.8W | 南三陸町     | 不明             |

- 所在地： デジタルテレビ放送に同じ